# Campionati europei di nuoto in vasca corta 2010 - 400 metri stile libero maschili
Le qualifiche per la finale si sono svolte la mattina del 25 novembre 2010, mentre la finale si è svolta la sera dello stesso giorno.

## Medaglie
| Posizione | Atleta               | Paese    |
| --------- | -------------------- | -------- |
| Oro       | Paul Biedermann      | Germania |
| Argento   | Federico Colbertaldo | Italia   |
| Bronzo    | Alexander Selin      | Russia   |

## Record
Prima della manifestazione il record del mondo (RM), il record europeo (EU) e il record dei campionati (RC) erano i seguenti.
| Record mondiale       | 3 min 32,77 s | Paul Biedermann Germania | 14 novembre 2009 Berlino, Germania |
| Record europeo        | 3 min 32,77 s | Paul Biedermann Germania | 14 novembre 2009 Berlino, Germania |
| Record dei campionati | 3 min 34,55 s | Paul Biedermann Germania | 10 dicembre 2009 Istanbul, Turchia |

Durante la competizione non sono stati migliorati record.

## Risultati batterie
| Pos. | Atleta               | Nazionalità | Tempo         | Batteria | Corsia | Note |
| ---- | -------------------- | ----------- | ------------- | -------- | ------ | ---- |
| 1    | Federico Colbertaldo | Italia      | 3 min 42,88 s | 2        | 4      |      |
| 2    | David Brandl         | Austria     | 3 min 44,92 s | 2        | 3      |      |
| 3    | Paul Biedermann      | Germania    | 3 min 45,84 s | 3        | 4      |      |
| 4    | Job Kienhuis         | Paesi Bassi | 3 min 46,11 s | 2        | 5      |      |
| 5    | Samuel Pizzetti      | Italia      | 3 min 46,50 s | 1        | 4      |      |
| 6    | Evgeny Kulikov       | Russia      | 3 min 47,02 s | 1        | 5      |      |
| 7    | Alexander Selin      | Russia      | 3 min 47,37 s | 3        | 5      |      |
| 8    | Anders Lie           | Danimarca   | 3 min 47,50 s | 3        | 6      |      |
| 9    | Gard Kvale           | Norvegia    | 3 min 47,92 s | 1        | 3      |      |
| 10   | Joshua Walsh         | Regno Unito | 3 min 48,11 s | 2        | 6      |      |
| 11   | Balazs Zambo         | Ungheria    | 3 min 48,14 s | 1        | 7      |      |
| 12   | Frans Johannessen    | Danimarca   | 3 min 48,45 s | 2        | 7      |      |
| 13   | Sergiy Frolov        | Ucraina     | 3 min 48,78 s | 3        | 2      |      |
| 14   | Ward Bauwens         | Belgio      | 3 min 49,94 s | 1        | 6      |      |
| 15   | Anton Goncharov      | Ucraina     | 3 min 50,02 s | 2        | 1      |      |
| 16   | Uladzimir Zhyharau   | Bielorussia | 3 min 50,03 s | 3        | 7      |      |
| 17   | Sebastien Fraysse    | Francia     | 3 min 50,36 s | 2        | 2      |      |
| 18   | Thomas Sunter        | Regno Unito | 3 min 52,90 s | 3        | 1      |      |
| 19   | Andrey Ushakov       | Russia      | 3 min 53,74 s | 3        | 3      |      |
| 20   | Vladimir Bryukhov    | Russia      | 3 min 53,85 s | 2        | 8      |      |
| 21   | Aleksi Eskelinen     | Finlandia   | 3 min 57,97 s | 1        | 2      |      |
| 22   | Lauri Kaei           | Estonia     | 4 min 00,71 s | 3        | 8      |      |
| 23   | Pavel Naroshkin      | Estonia     | 4 min 01,73 s | 1        | 1      |      |

## Finale
| Pos. | Atleta               | Nazionalità | Tempo         | Corsia | Note |
| ---- | -------------------- | ----------- | ------------- | ------ | ---- |
|      | Paul Biedermann      | Germania    | 3 min 39,51 s | 3      |      |
|      | Federico Colbertaldo | Italia      | 3 min 41,70 s | 4      |      |
|      | Alexander Selin      | Russia      | 3 min 43,70 s | 1      |      |
| 4    | Job Kienhuis         | Paesi Bassi | 3 min 44,13 s | 6      |      |
| 5    | David Brandl         | Austria     | 3 min 44,33 s | 5      |      |
| 6    | Evgeny Kulikov       | Russia      | 3 min 45,79 s | 7      |      |
| 7    | Samuel Pizzetti      | Italia      | 3 min 46,11 s | 2      |      |
| 8    | Anders Lie           | Danimarca   | 3 min 47,48 s | 8      |      |